# Nygammalt
Nygammalt var ett underhållningsprogram i Sveriges Television. Det sändes under perioden 9 oktober 1971–27 maj 1989 i sammanlagt 173 avsnitt och leddes av Bosse Larsson. I programmet framträdde folkdansare, och det spelades både gammaldans- och populärmusik. Från och till sändes även religiös musik. Dessutom framträdde komiker och andra underhållare.

## Historik och innehåll

### Bakgrund
Programmet hade premiär den 9 oktober 1971 och sändes därefter i sammanlagt 173 avsnitt fram till 1989. Programmet leddes av Bosse Larsson, som 1965 debuterade som programledare i Sveriges Radio-TV med det snarlika programmet Gammeldans från högloftet.

### Produktion och popularitet
I programmet blandades folkmusik och gammaldans med den allra senaste populärmusiken. Ett stående inslag i programmet var att ett folkdanslag klätt i folkdräkter, typiska för dansarnas hembygd, uppträdde. Folkdansarna dansade till musik som spelades av husbandet Bröderna Lindqvist.
Nygammalt var länge ett av Sveriges Televisions populäraste program. Det var i första hand ett underhållningsprogram baserat på traditionell och nyare (svensk) musik, men där figurerade även ståuppkomiker och från och till religiös musik.

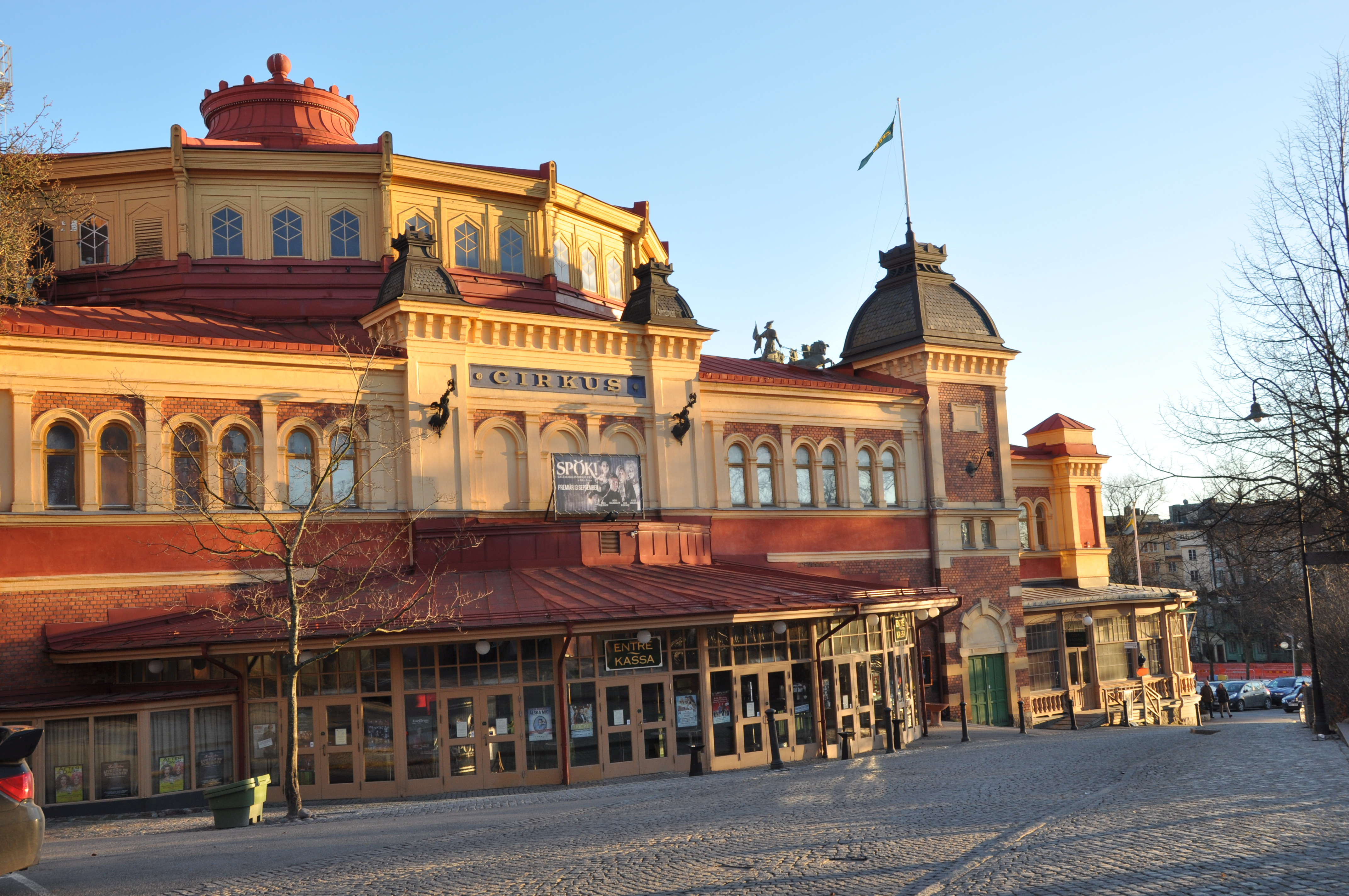
Nygammalt spelades in på Cirkus i Stockholm.

Programmet spelades in och sändes från Cirkus i Stockholm. Producent var den folkmusikintresserade Benny Persson, som under årens lopp kom att bli något av parhäst med Bosse Larsson i produktionen av programmet.

### Gäster
Många kända och folkkära artister var med genom åren. Carola Häggkvist var gäst i programmet redan som trettonåring; en annan artist som deltog före sitt genombrott var Lotta Engberg 1980. Dragspelaren Leif Pettersson alias Pepparn slog igenom i början av 1970-talet i Nygammalt.
Ett uppmärksammat framträdande gjorde Bröderna Djup 1979. Denna ensemble var ett gäng bönder och träindustriarbetare från Västergötland med lokal ryktbarhet. I den annorlunda instrumenteringen ingick bland annat lie och kratta.
Andra gäster i programmet har inkluderat Lasse Stefanz, Baccara, Lasse Berghagen, Lill-Babs, Sven-Ingvars, Jokkmokks-Jokke, Abba, Max Fenders, Bert-Åke Varg, Stig Järrel, Jarl Kulle, Lill Lindfors, Kikki Danielsson, Göingeflickorna, Hjördis Petterson, Laila Westersund, Rockfolket, Gösta Linderholm, Nils Börge Gårdh, Ryno Rockers, The Boppers och Ingmar Nordströms.
Nedan listas några specifika program med namn ur gästlistan:
- 1979-12-07 – M A Numminen, Bröderna Djup[6]

- 1982-04-02 – Bengt Sändh[13]

- 1983-12-09 – Christer Sjögren, Diana Nunez, Pernilla Wahlgren, Mats Rådberg, Vikingarna[14]

- 1985-03-07 – Tommy Juth, Alf Robertson[15]

- 1985-03-21 – Anne Kihlström, Birgit Carlstén[16]

- 1986-02-21 – Stefan Ljungkvist, Berit Carlberg, Thore Skogman, Lotta Petersen, Lasse Eriksson[6]

- 1989-05-27 – Anders Berglund, Peter Jöback, Claes Eriksson, Sven Uslings Trio[17]